# Pavel Batitski
Pavel Fiodorovitch Batitski (en russe : Павел Фёдорович Батицкий, en ukrainien : Павло Федорович Батицький), né le 27 juin 1910 à Kharkov en Ukraine et décédé le 17 février 1984 à Moscou, est un militaire soviétique. Il reçut le titre de Héros de l'Union soviétique en 1965 et fut promu maréchal de l'Union soviétique en 1968.

## Biographie
Batitski servit dans l'Armée rouge à partir de 1924 et fut commandant en chef de la défense aérienne soviétique de 1963 à 1978.
En 1953, Batitski, qui était alors colonel-général et commandait la défense aérienne de Moscou, exécuta lui-même d'une balle dans la tête Lavrenti Beria, le « bras droit » de Staline et chef du NKVD.

## Distinctions
- héros de l'Union soviétique
- ordre de Lénine
- ordre de la révolution d'Octobre
- ordre du Drapeau rouge
- ordre de Koutouzov
- ordre de Souvorov
- ordre du Service pour la Patrie dans les Forces armées
- médaille pour la victoire sur l'Allemagne
- médaille du 30e anniversaire de la Victoire sur l'Allemagne
- médaille pour la Libération de Varsovie